# افرای فلوریدا
افرای فلوریدا (نام علمی: Acer floridanum) نام یک گونه از سرده افرا است.